# Gand-Wevelgem 1963
La Gand-Wevelgem 1963, venticinquesima edizione della corsa, si svolse il 24 marzo su un percorso di 231 km, con partenza a Gand e arrivo a Wevelgem. Fu vinta dal belga Benoni Beheyt della Wiel's-Groen Leeuw davanti al britannico Tom Simpson e al belga Michel Van Aerde.

## Ordine d'arrivo (Top 10)
| Pos. | Corridore            | Squadra                     | Tempo    |
| ---- | -------------------- | --------------------------- | -------- |
| 1    | Benoni Beheyt        | Wiel's-Groen Leeuw          | 5h51'20" |
| 2    | Tom Simpson          | Peugeot-BP-Englebert        | s.t.     |
| 3    | Michel Van Aerde     | Solo-Terrot-Van Steenbergen | s.t.     |
| 4    | Martin Van Geneugden | G.B.C.                      | s.t.     |
| 5    | André Noyelle        | Bertin-Porter 39-Milremo    | s.t.     |
| 6    | René Van Meenen      | Wiel's-Groen Leeuw          | s.t.     |
| 7    | Willy Vannitsen      | Peugeot-BP-Englebert        | a 2"     |
| 8    | Rik Van Looy         | G.B.C.                      | s.t.     |
| 9    | Jos Wouters          | Solo-Terrot-Van Steenbergen | s.t.     |
| 10   | Jaak De Boever       | Solo-Terrot-Van Steenbergen | a 15"    |